# غدة مصلية
تحتوي الغدد المصلية على عُنبية مصلي، مجموعة من الخلايا المصلية التي تفرز سائل مصلي، متساوي التوتر مع بلازما الدم، والتي تحتوي على إنزيمات مثل ألفا أميليز.
الغدد المصلية هي الأكثر شيوعا في الغدة النكفية والغدة الدمعية ولكنها موجودة أيضا في الغدة تحت الفك السفلي، وإلى حد أقل بكثير، تحت اللسان.

## روابط خارجية
- تشريح الأطلس - التشريح المجهري، لوحة 10.180 - «اللسان: الأغشية المخاطية والمصلية» تشريح الأطلس - التشريح المجهري، لوحة 10.182 - «الغدد اللسانية» صور نسيجية: 10101loa - نظام علم الأنسجة البشرية في جامعة بوسطن - «الأنسجة الظهارية والتخصصات السطحية والغدد متعددة الخلايا؛ الغدد الصماء النقية» نظرة عامة على siumed.edu